# Montañas Garda

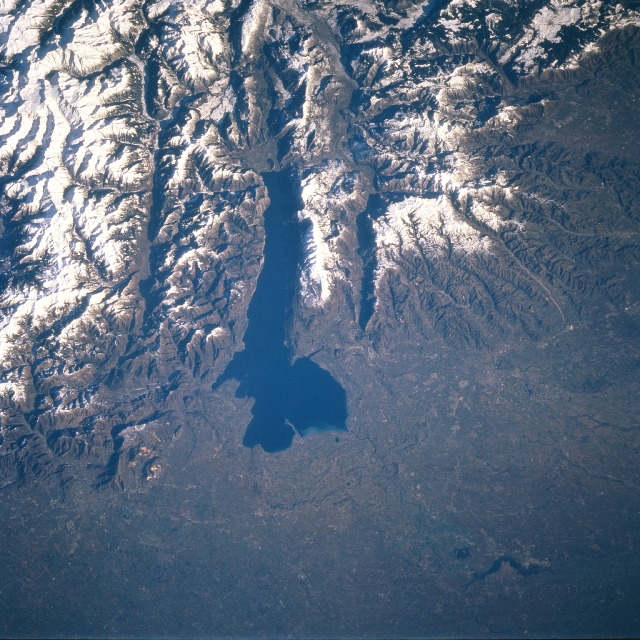
Cuadro de satélite de Lago Garda

Las montañas Garda (en alemán: Gardaseeberge, en italiano: Prealpi Gardesane), ocasionalmente también las colinas de Garda, son una extensa cadena montañosa de los Alpes calizos del sur en el norte de Italia.

## Límites y paisaje
Las montañas de Garda están delimitadas al sur por el valle del Po, al norte con los Dolomitas de Brenta, al este con el valle de Etschtal y al oeste con Valli Giudicarie. Su límite exacto, de acuerdo con la clasificación del Alpine Club de los Alpes orientales, es el siguiente: Lago Iseo - Col di San Zeno - Val Trompia - Passo di Manivia - Bagolino - Storo - Tione - Vezzano - Trento - Etschtal - Verona - Brescia - Lago Iseo.
Su cumbre más alta es el monte Cadria, de 2.254 m.
El clima de las montañas de Garda es muy suave debido a su ubicación al sur y la influencia del mar Mediterráneo. La nieve rara vez cae en el valle del Sarca y en las orillas del lago de Garda y en primavera y otoño a menudo se experimentan temperaturas de entre 15 y 20 °C. Las montañas de Garda tienen muy pocos glaciares y estaciones de esquí. El centro alpinista de la cadena es la ciudad de Arco. En las cercanías de Arco hay innumerables áreas de escalada deportiva.
El lago de Garda y sus montañas circundantes son un destino popular para los amantes del agua, ciclistas de montaña, excursionistas y escaladores.
En la orilla occidental del lago de Garda se encuentra el parque natural de Parco Alto Garda Bresciano.
Su cumbre más alta es el Monte Cadria, en 2,254 m s.l.m.

## Lagos
- Lago Garda (Lago di Garda)
- Lago di Ledro
- Lago di Valvestino
- Lago di Cei
- Lago di Tenno
- Lago pra de la Stua
- Lagetto d'Ampola
- Lago di Cavedine
- Lago di Toblino

## Valles

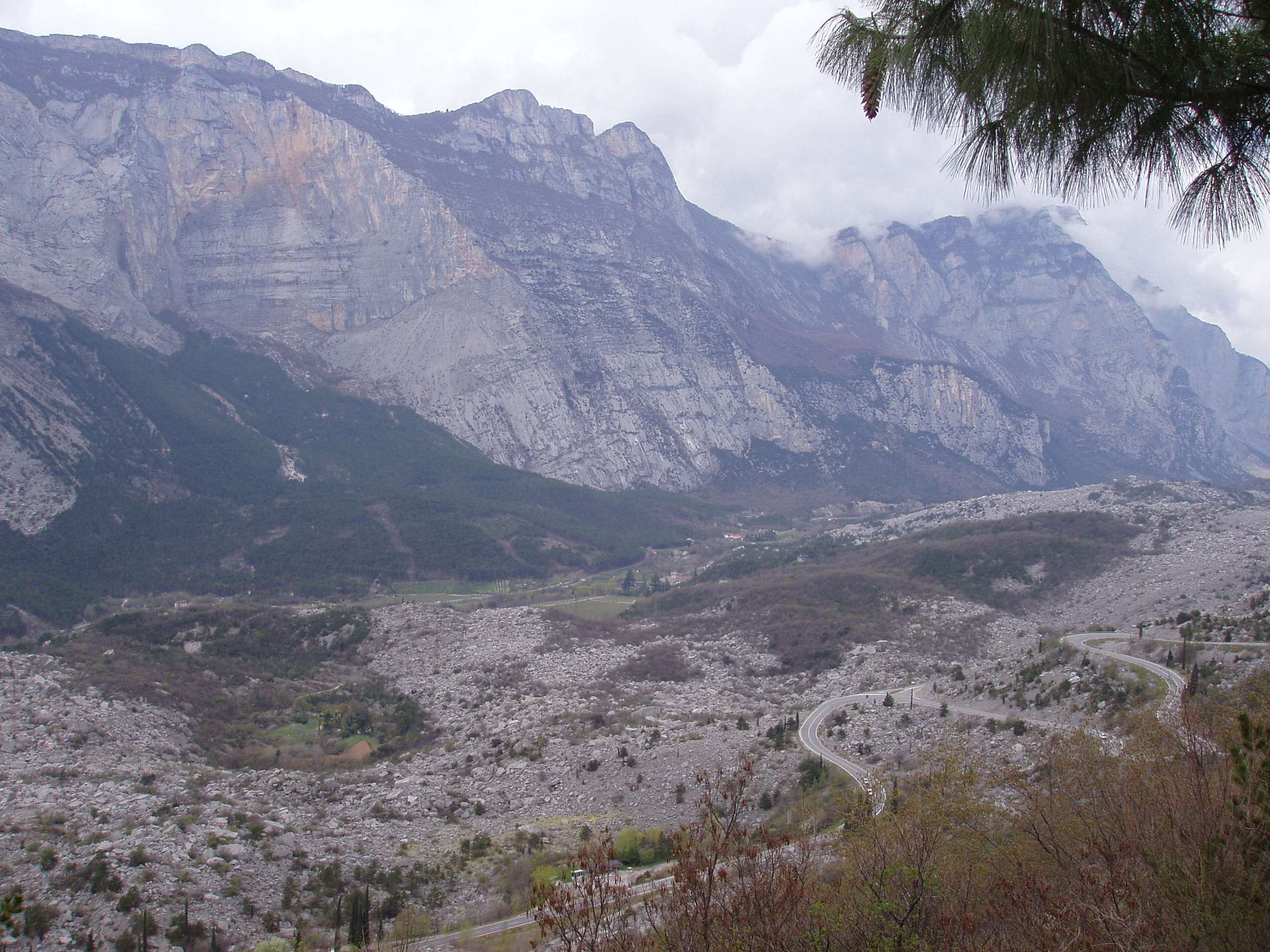
El valle del Sarca y las empinadas laderas del Vendresi

- Valle d'Ampolla
- Val Cavedine
- Val di Cei
- Valle di Concei
- Valle dei Laghi (Sarca Valle)
- Val di Ledro
- Valle Toscolano
- Valle di Vesta

## Cumbres significativas

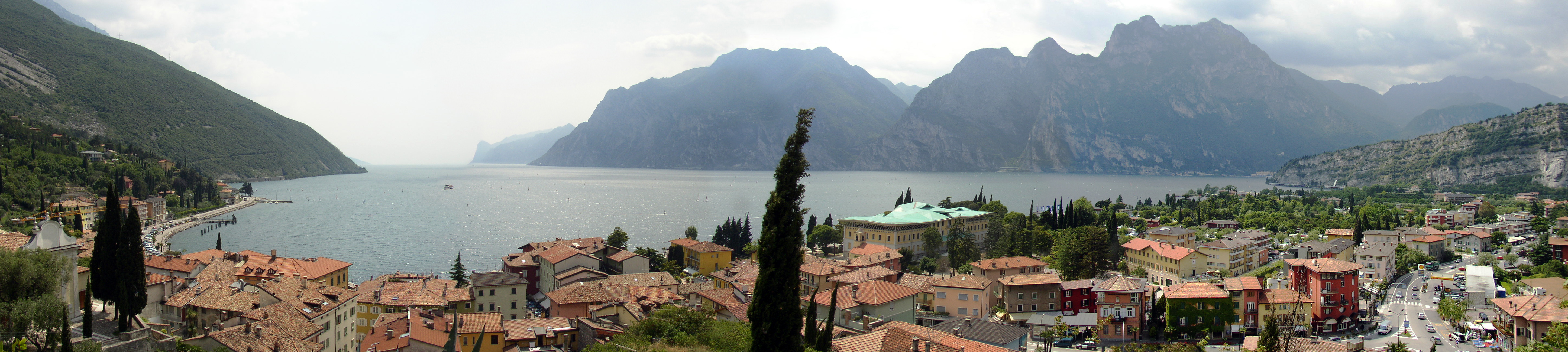
Vista desde Nago-Torbole mirando hacia el sur. En la orilla izquierda están las laderas del Monte Altissimo, a la derecha el macizo y monte de Tremalzo.

- Monte Cadria - 2.254 m
- Monte Baldo - 2.218 m
- Monte Bondone - 2.160 m
- Monte Tofino - 2.156 m
- Monte Altissimo - 2.127 m
- Monte Altissimo di Nago - 2.079 m
- Monte Stivo - 2.059 m
- Monte Caplone - 1.977 m
- Monte Tombea - 1.976 m
- Monte Tremalzo - 1.975 m
- Cima Spessa - 1.820 m
- Monte Pizzocolo - 1.582 m
- Monte Manos - 1.517 m
- Monte Stino - 1.466 m
- Monte Vesta - 1.400 m

## Escaladas
- Sentiero attrezzato del Colodri (Cima Colodri)
- Sentiero attrezzato Fausto Susatti (Cima Capi)
- Vía dell'Amicizia (Cima SAT)
- Che Guevara (Monte Casale, 1632 m)
- Vía ferrata Rino Pisetta (Dain Picol, 971 m)
- Sentiero attrezzato Gerardo Sega (Malga Cola)
- Monte Albano (Mori)